# Bdellozonium cerviculatum
Bdellozonium cerviculatum är en mångfotingart som beskrevs av Cook och Loomis 1928. Bdellozonium cerviculatum ingår i släktet Bdellozonium och familjen koppardubbelfotingar. Inga underarter finns listade i Catalogue of Life.